# Michał Józef Żurowski
Michał Józef Żurowski herbu Leliwa (zm. w 1716 roku) – cześnik przemyski w latach 1696-1716, sędzia kapturowy ziemi sanockiej w 1696 roku.
Był członkiem konfederacji sandomierskiej 1704 roku.